# Кутансуз
Кутансуз (фр. Coutansouze) насеље је и општина у централној Француској у региону Оверња, у департману Алије која припада префектури Монлисон.
По подацима из 2011. године у општини је живело 131 становника, а густина насељености је износила 9,76 становника/km². Општина се простире на површини од 13,42 km². Налази се на средњој надморској висини од 505 метара (максималној 671 m, а минималној 379 m).

## Демографија
| 1962. | 1968. | 1975. | 1982. | 1990. | 1999. | 2011. |
| ----- | ----- | ----- | ----- | ----- | ----- | ----- |
| 167   | 179   | 155   | 129   | 103   | 109   | 131   |

График промене броја становника у току последњих година